# Andrei Artean
Andrei Artean (Hunedoara, 14 agosto 1993) è un calciatore rumeno, centrocampista dell'U Cluj.

## Caratteristiche tecniche
È un centrocampista centrale.

## Carriera
Ha giocato nella prima divisione rumena.

## Palmarès

### Club

#### Competizioni nazionali
- Liga III: 1

Caransebeș: 2013-2014 (Seria IV)
- Coppa di Romania: 1

Viitorul Costanza: 2018-2019
- Supercoppa di Romania: 1

Viitorul Costanza: 2019
- Campionato rumeno: 1

Farul Costanza: 2022-2023